# 鑽石湖鎮區 (愛荷華州迪金森縣)
鑽石湖鎮區（英語：Diamond Lake Township）是位於美國愛荷華州迪金森縣的一個行政鎮區。

## 地方資料
根據2010年美國人口普查的數據，鑽石湖鎮區的面積為74.58平方千米，當中陸地面積為73.19平方千米，而水域面積為1.39平方千米。當地共有人口296人，而人口密度為每平方千米3.97人。